# Ernst Strüngmann Institut
Das Ernst Strüngmann Institute for Neuroscience in Cooperation with Max Planck Society, kurz Ernst Strüngmann Institute (ESI) oder deutsch Ernst Strüngmann Institut, ist ein privates Forschungsinstitut in Frankfurt am Main, das im Bereich der kognitiven Neurowissenschaften und der Hirnforschung arbeitet. Das ESI ist eine „assoziierte Einrichtung“ der Max-Planck-Gesellschaft (MPG).
Das Institut wurde im September 2008 von Andreas und Thomas Strüngmann als gemeinnützige GmbH (gGmbH) gegründet. Die Gebrüder Strüngmann benannten es nach ihrem Vater Ernst Strüngmann. Zur Finanzierung des ESI gründeten sie die Ernst Strüngmann Stiftung. Gründungsdirektoren des ESI waren die Neurophysiologen Wolf Singer, der 2011 emeritiert wurde, und Pascal Fries. 2024 löste Lothar Willmitzer den seit 2021 amtierenden David Poeppel als Geschäftsführer ab.

## Arbeitsgruppen
Das ESI umfasst sieben Arbeitsgruppen (Stand August 2025):
- Singer Lab: Neuronale Grundlagen höherer, kognitiver Funktionen (Wolf Singer)
- Rademaker Lab: Mechanismen menschlicher Wahrnehmung (Rosanne Rademaker)
- Cuntz Lab: Wie sich die Neurone des Gehirns miteinander vernetzen (Hermann Cuntz)
- Havenith & Schölvinck Lab: Die gleichzeitige Verarbeitung mehrerer kognitiver Prozesse unter natürlichen Bedingungen (Martha Bari Havenith & Marieke Schölvinck)
- Laurens Lab: Elektrophysiologie und Modellierung der Navigation und des vestibulären Systems (Jean Laurens)
- Schmidt Lab: Kartierung des entorhinal–hippocampalen neuronalen Netzwerkes (Helene Schmidt)
- Hechavarria Lab: Wie Vokalisierung und Hörvermögen entstehen (Julio Hechavarria)

## Forschungsschwerpunkte
Die Wissenschaftler am Ernst Strüngmann Institut (ESI) forschen daran, wichtige Gehirnfunktionen grundlegend zu erklären. Dazu ergründen sie die Aktivität neuronaler Zellen, von Schaltkreisen oder Hirnabschnitten, um so zum Beispiel nachzuweisen, wie Aufmerksamkeit, das Gedächtnis und Verhalten entstehen. Die Erkenntnisse sind gleichzeitig auch wichtige Grundlagen für verbesserte Diagnose- und Therapieansätze neurologischer und psychiatrischer Erkrankungen.

### Singer Lab
Das Singer-Lab erforscht die neuronalen Grundlagen kognitiver Funktionen. Der Schwerpunkt liegt auf der Analyse der funktionellen Organisation der Großhirnrinde mit besonderem Augenmerk auf der Dynamik der neuronalen Interaktionen. Die übergreifende Hypothese hinter allen Projekten ist, dass das Gehirn für seine Berechnungen nicht nur die Amplitude und die räumliche Verteilung neuronaler Antworten, sondern auch deren zeitliche Beziehungen nutzt.

### Rademaker Lab
Das Rademaker Lab beschäftigt sich in seiner Forschungstätigkeit mit der Frage, wie das Gehirn relevante Informationen bei gleichzeitigem, laufenden Input sensorischer Impulse aus einer nicht stationären Umgebung stabil verarbeiten oder auch modulieren kann. Zur Erforschung dieser Fragestellungen setzen die Forschenden quantitative und bildgebende Verfahren ein, um menschliche Verhaltens- und neuronale Messwerte formal miteinander zu verknüpfen. Der Fokus liegt dabei hauptsächlich auf dem menschlichen visuellen Kortex als Modellsystem.

### Cuntz Lab
Das Cuntz Lab erforscht, wie sich Neuronen verbinden, um hochentwickelte Schaltkreise zu bilden, die grundlegende Funktionen des Gehirns ermöglichen. Dazu nutzen die Forschenden rechnergestützte Methoden zur direkten Erzeugung synthetischer neuronaler Morphologien, die durch Fokussierung auf die Verknüpfung, Berechnung und den Netzwerkkontext gesteuert werden. Dieser Ansatz, in Verbindung mit analytischen Werkzeugen, hat entscheidende Erkenntnisse sowohl über die neuronale Funktion als auch über die Anatomie von Schaltkreisen geliefert. Darüber hinaus hat er zur Entwicklung der TREES-Toolbox geführt, einem umfangreichen Open-Source-Softwarepaket für die Verwaltung und Modellierung neuroanatomischer Daten, das Tausende von Nutzern hat und hunderte Male zitiert wurde.

### Havenith & Schölvinck Lab
Das Havenith & Schölvinck Lab erforscht, wie neuronale Populationen im Gehirn zu jedem beliebigen Zeitpunkt an mehreren kognitiven Prozessen beteiligt sein kann, wie z. B. im Falle kognitiver Prozesse wie der Aufmerksamkeit und des Lernens. In früheren Forschungen wurde jeder dieser kognitiven Prozesse fast ausschließlich isoliert untersucht. Das Lab erforscht, wie die neuronale Aktivität mehrere kognitive Prozesse gleichzeitig darstellt – und ob die zugrunde liegenden Mechanismen über die Arten hinweg erhalten bleiben.

### Laurens Lab
Das Laurens Lab erforscht, wie das Gehirn zum Beispiel Körperhaltung, Gleichgewicht, Motorik und Navigationsfähigkeiten koordiniert und den Körper steuert. Zum Forschungsschwerpunkt zählt dabei auch die Fragestellung, wie sich zum Beispiel bestimmte Krankheiten, das Alter oder Hirnverletzungen auf diese Fähigkeiten auswirken. Zur Beantwortung dieser Fragen kombinieren die Forschenden die Aufzeichnung neuronaler Aktivität, Messungen des motorischen und Navigationsverhaltens und mathematische Modellierung.

### Schmidt Lab
Die Forschungsgruppe des Schmidt Labs hat das Ziel, den vollständigen entorhinal-hippocampalen Schaltkreis in einer vorher nicht da gewesenen Auflösung und mit Einzelneuron- und Einzelsynapsenpräzision zu erfassen und zu analysieren. Dabei handelt es sich um einen neuronalen Schaltkreis, dessen Funktion Menschen und Tiere befähigt, in der Umwelt zu navigieren. Zur Erforschung dieser Strukturen, setzen die Forschenden modernste 3-dimensionale Elektronenmikroskopie und KI-basierte Analysetechnologie ein.

### Hechavarria Lab
Die Forschenden des Hechavarria Labs arbeiten daran, die neuronalen Netzwerke zu verstehen, die natürliches Verhalten hervorrufen. Besondere Schwerpunkte liegen dabei insbesondere auf neuronalen Netzwerken, die die Vokalisierung und das Hören bei Säugetieren ermöglichen. Die Arbeit der Forschungsgruppe stützt sich vor allem auf elektrophysiologische Untersuchungen, Computermodellierung, Hirn-Perturbations-Techniken zur Ermittlung kausaler Zusammenhänge zwischen neuronalen Prozessen und Verhalten sowie Verhaltensmessungen.

## Ehemalige Forschungsgruppen
Im Laufe seiner Geschichte waren am Ernst Strüngmann Institut (ESI) eine Reihe weiterer Forschungsgruppen, die das wissenschaftliche Profil des Hauses, mitgeprägt haben, tätig:

### Fries Lab (Department)
2009–2023
Das von Pascal Fries geleitete Department erforschte die Rolle neuronaler Synchronisation bei der Informationsverarbeitung im Gehirn. Im Mittelpunkt stand die Hypothese, dass rhythmische Aktivitätsmuster zwischen Nervenzellen kognitive Funktionen ermöglichen und durch evolutionäre Prozesse selektiert wurden. Die Gruppe untersuchte sowohl die zugrunde liegenden Mechanismen als auch deren funktionale Bedeutung.

### Diester Lab
2011–2014
Das Diester Lab unter der Leitung von Ilka Diester befasste sich mit der sensorisch-motorischen Integration im Gehirn. Im Fokus standen Wechselwirkungen zwischen taktiler Wahrnehmung, kognitiver Verarbeitung und Bewegungsgenerierung. Ziel war es, grundlegende Prinzipien des Gehirns zu verstehen und zur Weiterentwicklung neuronaler Prothesen beizutragen. Die Gruppe arbeitete mit Verhaltenstests sowie elektrophysiologischen und optogenetischen Methoden. Nach dem Ausscheiden Diesters wechselte sie an die Universität Freiburg.

### Schmid Lab (Emmy Noether-Gruppe)
2012–2015
Die Emmy-Noether-Gruppe von Michael C. Schmid untersuchte die neuronalen Grundlagen visueller Wahrnehmung. Ein besonderer Fokus lag auf den Kommunikationsprozessen zwischen Thalamus und Kortex, insbesondere im Kontext von Aufmerksamkeit, Sichtbarkeit und neuronaler Schädigung. Die Arbeitsgruppe kombinierte elektrophysiologische Aufzeichnungen im Tiermodell mit Methoden wie Psychophysik, fMRT, Pharmakologie und Optogenetik. Nach Beendigung der Projektlaufzeit wechselte Schmid an die Université de Fribourg.

### Vinck Lab
2016–2025
Die Arbeitsgruppe von Martin Vinck kombinierte experimentelle, rechnergestützte und theoretische Ansätze zur Erforschung neuronaler Schaltkreise. Im Mittelpunkt standen drei Themenkomplexe: die Rolle spezifischer Neuronentypen bei der Plastizität des Kortex (Schaltkreise), die Kodierung durch kollektive Aktivitätsmuster neuronaler Ensembles (Kollektive) sowie die Mechanismen des Lernens durch Vorhersage. Methodisch kamen unter anderem elektrophysiologische Ableitungen, Optogenetik, Informationstheorie und Machine-Learning-gestützte Datenanalyse zum Einsatz.

### Poeppel Lab (Department)
2021–2024
Die Forschungsgruppe unter der Leitung von David Poeppel widmete sich den neurobiologischen Grundlagen der auditiven Kognition, der Sprachverarbeitung und des Sprachverstehens. Ziel war es, theoretisch fundierte und biologisch realistische Modelle zu entwickeln, etwa für die neuronale Verarbeitung von Sprache und Musik. Die Forschung umfasste physiologische Eigenschaften des menschlichen Kortex, Studien zur auditiven Wahrnehmung sowie neurowissenschaftlich fundierte Sprachmodelle. Zum Einsatz kamen unter anderem MEG, EEG, ECoG und funktionelle MRT.

## Vorwürfe wegen Mobbing und sexueller Übergriffe
Mehrere Mitarbeiter des Instituts berichteten über unangemessenes Verhalten, das teils von Führungskräften ausgegangen sein soll.
Im September 2024 hatten 52 Mitarbeiter einen Brandbrief an den Stiftungsrat unterzeichnet, in dem es geheißen habe: „Unser Arbeitsplatz am ESI ist stark von Sexismus und Mobbing geprägt.“ Im Einzelnen soll eine Führungskraft wiederholt versucht haben, eine Kollegin gegen ihren Willen zu küssen. Der Mann habe im Institut über Jahre die interne Beschwerdestelle geleitet. Zudem soll ein Mitarbeiter eine Frau zu sexuellen Handlungen gedrängt haben. Der Mann habe sich später im Institutsgebäude vor ihr entblößt. Nach der Einleitung interner Ermittlungen bekräftigte der bisherige geschäftsführende Direktor David Poeppel die Vorwürfe durch einen Tweet auf der Plattform X, in dem er seinen Abschied vom Institut ankündigte und schrieb, dort gebe es einige „fürchterliche Menschen“. Anfang 2025 berichteten Medien abermals über den Rücktritt und die entstandene Situation am Institut.
In im März 2025 veröffentlichten Recherchen von Deutsche Welle und Spiegel über Machtmissbrauch und mangelhafte Kontrollmechanismen in der Max-Planck-Gesellschaft bekräftigte Poeppel seine Aussagen über das Institutsklima. Nach der Positionierung gegen seine Co-Direktoren sei auch er am Institut beleidigt worden.